# Neomicropteryx kazusana
Neomicropteryx kazusana là một loài bướm đêm thuộc họ Micropterigidae. Nó được Hashimoto miêu tả năm 1992. Nó được tìm thấy ở Nhật Bản (Honshu).
Chiều dài cánh trước là 5.4-5.9 mm đối với con đực và 5.3-5.9 mm đối với con cái.